# سرا
سرا یا خان بخشی از بازار است که در آن اجناس به‌صورت کلی به فروش می‌رسد و به بقیه دکان‌ها و بخش‌های بازار ارسال و توزیع می‌شود. سراها هم در فضای بسیار بزرگ و در دو طبقه ساخته می‌شدند. در طبقهٔ بالا دفاتر تجارتخانه‌ها قرار داشت و در طبقهٔ پایین انبارها و کارگاه‌های تولیدی. در سراها و کاروان سراها خرده‌فروشی نمی‌کردند، بلکه معاملات کلی انجام می‌دادند.
در بازار بزرگ تهران، سرای حاج‌حسن و سرای امیرکبیر ۲ گذر قدیمی و معروف آن هستند.